# August von Heckel

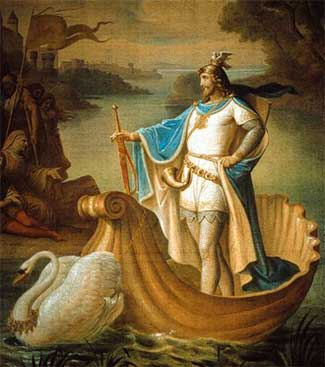
L'Arrivée de Lohengrin à Anvers (détail), peinture d'August von Heckel réalisée en 1886 pour le château de Neuschwanstein.

August von Heckel, né le 26 septembre 1824 à Landshut et décédé le 23 octobre 1883 à Munich est un peintre bavarois.

## Biographie
En 1842, August von Heckel entre à l'école d'art d'Augsbourg, où il reste deux ans. Il fréquente ensuite les cours de l'Académie des beaux-arts de Munich avec Karl Schorn et Philippe von Foltz. À partir de 1855, il peint des paysages romantiques et des tableaux sentimentaux, avec des motifs tels que Chactas et Atala, Mignon, Marguerite au rouet, etc.
Après un séjour de trois ans en Italie, il se tourne vers la peinture historiciste et le genre italien, dans un style parfois un peu trop théâtral. 
Il participe à la décoration intérieure du château de Neuschwanstein. Le roi Louis II lui accorde la Croix  de chevalier de Ire classe de l'ordre de Saint-Michel et la médaille pour les Arts et les Sciences (Ludwigsmedaille für Wissenschaft und Kunst).

## Œuvres principales
- Judith mit dem Haupte des Holofernes (Judith avec la tête d'Holopherne)
- Der Einzug Ludwigs des Bayern in Rom (L'entrée de Louis de Bavière à Rome)
- Der Einzug Maximilians in Brüssel (L'entrée de Maximilien à Bruxelles)
- Lear verstößt seine Tochter Cordelia (Lear renie sa fille Codelia)
- Die Tochter der Herodias (La fille d'Hérodiade)
- Antonius und Kleopatra (Antoine et Cléopâtre)
- Der Morgen auf der Piazza Navona in Rom (La piazza Navona à Rome le matin)
- Der Abend auf dem Forum (Le forum le soir)